# FIRA Women's European Championship 2005
El FIRA Women's European Championship (Campeonato Europeo Femenino) de 2005 fue la décima edición del torneo femenino de rugby.

## Equipos participantes
- Selección femenina de rugby de Alemania
- Selección femenina de rugby de Italia
- Selección femenina de rugby de Países Bajos
- Selección femenina de rugby de Suecia

## Resultados

### Semifinales
| 7 de abril | Alemania | 0 - 52 | Italia |  |  |

| 7 de abril | Países Bajos | 8 - 7 | Suecia |  |  |

### Tercer puesto
| 9 de abril | Alemania | 5 - 17 | Suecia |  |  |

### Final
| 9 de abril | Italia | 22 - 3 | Países Bajos |  |  |

| Bandera de Italia |
| Campeón Italia    |
| Segundo título    |